# Kainz (Automobilhersteller)
Josef Kainz war ein Hersteller von Automobilen aus Österreich-Ungarn. Die Schreibweise Joseph Kainz existiert auch, allerdings steht in der Patentschrift Josef Kainz.

## Unternehmensgeschichte
Josef Kainz gründete 1899 das Unternehmen in Wien und begann mit der Produktion von Automobilen. Der Markenname lautete Kainz. 1901 endete die Produktion.

## Fahrzeuge
Das einzige Modell war ein Kleinwagen. Für den Antrieb sorgte ein Einzylinder-Viertaktmotor mit 3,5 oder 4,5 PS Leistung. Der Motor wog nur 45 kg. Besonderheit war die Luftkühlung des Motors mittels zweier Ventilatoren, die einerseits Kühlluft zuführten und andererseits heiße Luft absaugten. Auf diese Kühlung hielt Kainz zusammen mit Gustav Graf Pötting-Persing und Adolf Schmal das Patent mit der Nummer 1942 des Österreichischen Patentamts. Der Motor war vorne unter einer Motorhaube montiert und trieb über ein Stirnradgetriebe die Hinterachse an.